# Communauté de communes du Bassin Lindois
La communauté de communes du Bassin Lindois est une ancienne communauté de communes française, située dans le département de la Dordogne, en région Aquitaine.
L'adjectif « lindois » qualifie ce qui est de Lalinde.
Elle faisait partie du Pays du Grand Bergeracois.

## Histoire
Elle a été créée le 15 octobre 2002 pour une prise d'effet au 1er janvier 2003.
Au 1er janvier 2013, la communauté de communes du Bassin Lindois est dissoute et ses membres font désormais partie de la communauté de communes des Bastides Dordogne-Périgord nouvellement créée.

## Composition
Elle regroupait les communes suivantes :
1. Couze-et-Saint-Front
2. Lalinde
3. Lanquais
4. Varennes

## Administration
| Période                                  | Période       | Identité        | Étiquette | Qualité                         |
| ---------------------------------------- | ------------- | --------------- | --------- | ------------------------------- |
| janvier 2003                             | février 2003  | Pierre Brunet   | -         | Conseiller municipal de Lalinde |
| février 2003                             | décembre 2012 | Christian Estor | -         | Adjoint au maire de Lalinde     |
| Les données manquantes sont à compléter. |               |                 |           |                                 |

## Compétences
- Activités périscolaires
- Assainissement collectif
- Assainissement non collectif
- Développement économique
- Équipements ou établissements culturels, socioculturels, socioéducatifs ou sportifs
- Logement social
- Plans locaux d'urbanisme
- Programme local de l'habitat
- Tourisme
- Voirie
- Zones d'activités industrielle, commerciale, tertiaire, artisanale ou touristique
- Zones d'aménagement concerté (ZAC)

### Sources
- La base ASPIC de la Dordogne - (Accès des Services Publics aux Informations sur les Collectivités)